# Augusto Peiroleri

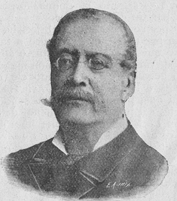
Augusto Peiroleri

Barone Augusto Peiroleri (* 28. August 1831 in Turin; † 16. November 1912 ebenda) war ein Diplomat und Politiker im Königreich Italien, der unter anderem zwischen 1887 und 1896 Gesandter in der Schweiz sowie von 1892 bis zu seinem Tode 1912 Mitglied des Senats (Senato del Regno) war.

## Leben
Augusto Peiroleri, Sohn von Giuseppe Peiroleri und Barbara Campora, absolvierte ein Studium der Rechtswissenschaften an der Universität Turin und schloss dieses mit einem Laurea in giurisprudenza ab. Daraufhin trat er am 12. Dezember 1853 in den diplomatischen Dienst des Außenministeriums (Ministero degli affari esteri) des Königreichs Sardinien und erhielt in den folgenden Jahren die Beförderungen zum Applicato di IV classe (23. Dezember 1855), Applicato di III classe (15. Juni 1859) und schließlich zum Applicato di II classe (13. November 1859). Nach Ausrufung des Königreichs Italien am 17. März 1861 wurde er am 14. April 1861 zum Sekretär Zweiter Klasse (Segretario di II classe) sowie schließlich am 30. November 1862 zum Sekretär Erster Klasse (Segretario di I classe) ernannt. Im Außenministerium wurde er am 26. März 1865  Sektionschef (Capo sezione) sowie danach am 30. Dezember 1866 Leitender Direktor (Direttore superiore) und wurde zudem 1867 Mitglied der Geografischen Gesellschaft, der Società Geografica Italiana.
Am 26. März 1868 wurde er als Direttore generale Generaldirektor im Außenministerium und für seine Verdienste am 31. Mai 1877 Großoffizier des Ordens der Heiligen Mauritius und Lazarus. Nach seiner Ernennung zum Gesandten (Inviato straordinario di I classe) am 25. Dezember 1887 wurde er außerordentlicher Gesandter und bevollmächtigter in der Schweiz und verblieb auf diesem Posten bis zum 8. November 1896.
Am 21. November 1892 wurde Peiroleri, der auch Großoffizier des Ordens der Krone von Italien war, zum Mitglied des Senats (Senato del Regno) ernannt und gehörte diesem vom 30. November 1892 bis zu seinem Tode am 16. November 1912 an. Am 18. November 1896 wurde ihm zudem das Großkreuz des Ordens der Heiligen Mauritius und Lazarus verliehen.